# Список матчей сборной Хорватии по футболу (1990—1999)

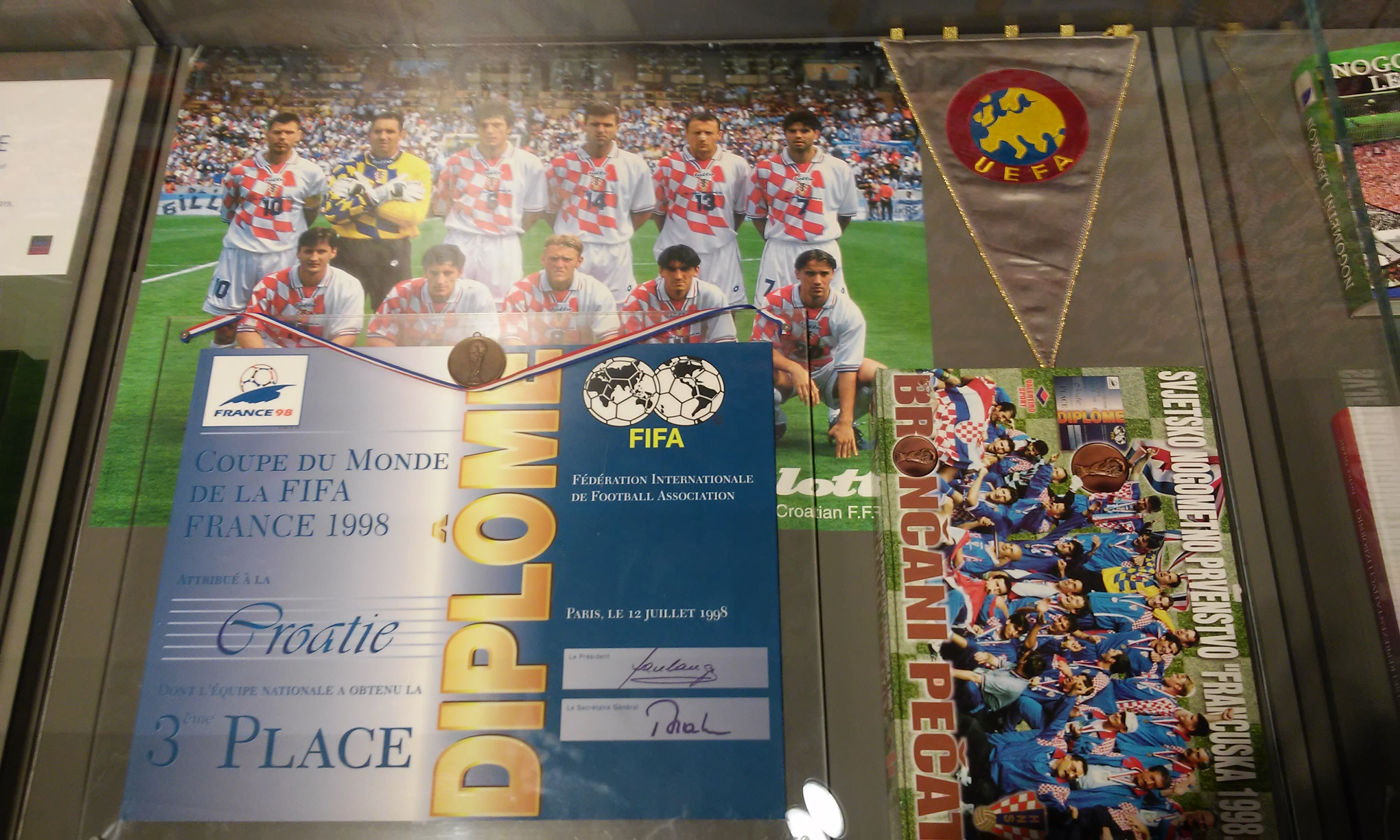
Диплом, выданный сборной Хорватии ФИФА за третье место на Чемпионате мира 1998 года, в футбольном музее в Загребе

Ниже представлен список матчей сборной Хорватии по футболу, проведённых командой в 1990—1999 годах.
Хорватский футбольный союз считает датой своего основания 1912 год, когда сама страна ещё входила в Австро-Венгрию. В 1919 году все спортивные федерации Хорватии перешли в ведение КСХС. 6 августа 1939 года ХФС вновь обрёл самостоятельность. 17 июля 1941 года ФИФА признала ХФС как национальную ассоциацию Независимого государства Хорватия и считала его своим членом до образования СФРЮ в 1945 году. Хорватские футболисты с 1945 по 1990 год выступали в составе сборной Югославии.
После Второй мировой войны Хорватия была включена в качестве субъекта федерации в Социалистическую Федеративную Республику Югославию. Хорватские футболисты с 1945 по 1990 год выступали в составе сборной Югославии. За эти 45 лет было разрешено провести всего один матч: в сентябре 1956 года, в период «оттепели» в странах соцлагеря, хорваты со счётом 5:2 обыграли сборную Индонезии.
Неофициально сборная Хорватия возобновила свои матчи ещё до провозглашения независимости страны, проведя первую игру в своей современной истории против команды США 27 октября 1990 года на домашнем стадионе «Максимир». 3 июля 1992 года Хорватия вновь была принята в ФИФА, проведя свои первые официальные матчи против сборной Австралии. В 1994—1995 годах хорваты успешно преодолели отборочный турнир Чемпионата Европы 1996 года, сенсационно обыграв в гостях итальянцев и заняв в группе первое место. На самом первенстве команда вышла из своей группы со второго места, но в четвертьфинале уступила (1:2) Германии, ставшей в итоге победительницей турнира. Кампания 1996/1997 по отбору на Чемпионат мира 1998 года также завершилась для хорватов успешно — победой со счётом 3:1 по сумме двух матчей над Украиной в стыковых матчах. На мировом первенстве же Хорватия произвела настоящую сенсацию, разгромив (3:0) в четвертьфинале Германию и выйдя в полуфинал, где уступила Франции, хозяевам и победителям чемпионата, со счётом 1:2. Несмотря на лишь одно поражение в отборочном турнире к Чемпионату Европы 2000 года, проходившем в 1998—1999 годах, Хорватия заняла в своей группе третье место, не попав даже в зону стыковых матчей.

## Список матчей
В данном списке представлены все матчи сборной Хорватии с 1990 по 1999 год, расположенные в хронологическом порядке. Пронумерованы матчи, признаваемые УЕФА и ФИФА. По каждому матчу представлена следующая информация: статус матча, дата проведения, счёт, место проведения. В скрытых частях блоков находятся данные об авторах и минутах забитых голов, ссылки на источники, стадион, количество зрителей, составы команд, имена и гражданство главных судей матчей, а также источники информации.
Блоки матчей выделены цветами в зависимости от исхода для Хорватии (оттенок зелёного цвета обозначает победу, жёлтого — ничью, красного — поражение). Кроме того, номера матчей выделены цветом в зависимости от турниров, в рамках которых эти матчи проводились. Номера товарищеских игр представлены на белом фоне, следующие цвета обозначают следующие турниры:
 Чемпионат мира
 Отборочный турнир Чемпионата мира
 Чемпионат Европы
 Отборочный турнир Чемпионата Европы

### 1990
| 17 октября 1990 товарищеский матч | Хорватия                     | 2:1 (2:0) | США                                             | Загреб, Хорватия, Югославия |
| | Асанович 29′ · Цветкович 33′ | [ 6 ]     | Мюррей 36' · Шаля 40' · Бальбоа 61' · Дайяк 80′ | Стадион: Максимир Зрителей: 30 000 Судья: Серджо Коппетелли (Италия) Помощники судьи: Дарио Боэмо и Джанкарло Даль Форно (Италия) |
| Хорватия: Ладич (Габрич, 70′), Зоран Вулич, Челич, Дражич, Касало, Першон (Жидан, 71′), Шаля 40', Кранчар , Цветкович, Асанович (Младенович, 58′), Млинарич |                              |           |                                                 | |

| 22 декабря 1990 товарищеский матч | Хорватия                                 | 2:0 (1:0) | Румыния      | Риека, Хорватия, Югославия |
| | Першон 19' · З. Кранчар 24′ · Богдан 49′ | [ 7 ]     | Петреску 52' | Стадион: Кантрида Зрителей: 5000 Судья: Герхард Кёпель (Австрия) Помощники судьи: Вернер Виндисман и Карл Хитценхауэр (Австрия) |
| Хорватия: Ладич (Габрич, 46′), Першон 19', Ярни, Челич (Штимац, 66′), Касало, Богдан, Цветкович (Юрчевич, 66′), Младенович, Кранчар (Рубчич, 86′), Бобан, Шукер |                                          |           |              | |

### 1991
| 17. | \| 19 июня 1991 товарищеский матч \| Словения \| 0:1 (0:1) \| Хорватия \| Мурска-Собота, СР Словения (Югославия) \| \| \| Энгларо[англ.] 19' \| [8] \| Вукович[англ.] 52' · Комленович[англ.] 65′ \| Стадион: Фазанерия Зрителей: 5000 Судья: Игор Бучар (Словения) Помощники судьи: Данко Ямшек и Здравко Мартун (Словения) \| \| Хорватия: Ладич, Зоран Вулич (Вукович[англ.], 30′), Дражич[англ.], Жупетич[англ.], Иштванич[англ.], Богдан , Юрчевич (Комленович[англ.], 46′), Младенович (Калапач[англ.], 80′), Цветкович[англ.] (Шепарович[англ.], 46′), Бобан, Асанович (Бишкуп[англ.], 80′) \| \| \| \| \| |           |                              | |
| 19 июня 1991 товарищеский матч | Словения | 0:1 (0:1) | Хорватия                     | Мурска-Собота, СР Словения (Югославия)                                                                                  |
| | Энгларо 19' | [ 8 ]     | Вукович 52' · Комленович 65′ | Стадион: Фазанерия Зрителей: 5000 Судья: Игор Бучар (Словения) Помощники судьи: Данко Ямшек и Здравко Мартун (Словения) |
| Хорватия: Ладич, Зоран Вулич (Вукович, 30′), Дражич, Жупетич, Иштванич, Богдан , Юрчевич (Комленович, 46′), Младенович (Калапач, 80′), Цветкович (Шепарович, 46′), Бобан, Асанович (Бишкуп, 80′) | |           |                              | |

### 1992
| 7 мая 1992 товарищеский матч | Австралия                                             | 1:0 (0:0) | Хорватия                           | Мельбурн, Австралия |
| | Джейсон Ван Блерк 43' · Эндрю Март 62′ · Петерсен 84' | [ 9 ]     | Мише 55' · Еличич 65' · Бишкуп 86' | Стадион: Олимпик-парк Зрителей: 15 000 Судья: Джон Фрейзер (Австралия) Помощники судьи: Юджин Браззале и Джон Хогг (Австралия) |
| Хорватия: Ладич , Ромич, Бишкуп 57', Штимац, Еркан, Билич, Еличич 65', Мише 86', Вебер (Вулич, 68′), Вучевич (Шпехар, 78′), Влаович |                                                       |           |                                    | |

| 8 июля 1992 товарищеский матч                                                                                                 | Австралия                                                  | 3:1 (2:1) | Хорватия                                               | Аделаида, Австралия |
| | Тапай 10′ · Спинк 14′ · Стюарт 21' · Джейсон Ван Блерк 81′ | [ 10 ]    | Штимац 20' 75' · Вебер 31′ · Шпехар 62' · С. Билич 67' | Стадион: Хайндмарш Стэдиум Зрителей: 5000 Судья: Том Макроу (Австралия) Помощники судьи: Майк Ингхэм и Тони Мартелли (Австралия) |
| Хорватия: Ладич , Ромич, Бишкуп (Чеко, 70′), Штимац 73', Еркан, Билич , Павличич, Мише (Влаович, 46′), Вебер, Вучевич, Шпехар |                                                            |           |                                                        | |

| 12 июля 1992 товарищеский матч                                                                                                | Австралия | 0:0 (0:0) | Хорватия                       | Сидней, Австралия |
| |           | [ 11 ]    | Вучевич 64' 74' · С. Билич 80' | Стадион: Сиднейский футбольный стадион Зрителей: 12 735 Судья: Гари Пауэр (Австралия) Помощники судьи: Гордон Данстер и Мануэль Лупис (Австралия) |
| Хорватия: Житняк, Ромич, Бишкуп, Павличич , Еркан, Билич , Вулич (Шпехар, 88′), Мише (Влаович, 46′), Вучевич 79', Чеко, Вебер |           |           |                                | |

| 22 октября 1992 товарищеский матч | Хорватия                             | 3:0 (1:0) | Мексика                   | Загреб, Хорватия |
| | Шукер 43′ (пен.), 87′ · Рачуница 82′ | [ 12 ]    | Кампос 36' · Эрнандес 72' | Стадион: Максимир Зрителей: 40 000 Судья: Антал Хутак (Венгрия) Помощники судьи: Ласло Мольнар и Лайош Немет (Венгрия) |
| Хорватия: Славица, Бишкуп (Гашпар, 79′), Ярни, Иштванич, Павличич, Билич, Андрияшевич, Мише, Шукер, Бобан (Рачуница, 46′), Шпехар (Цвитанович, 69′) |                                      |           |                           | |

### 1993
| 22. | \| 25 июня 1993 товарищеский матч \| Хорватия \| 3:1 (1:0) \| Украина \| Загреб, Хорватия \| \| \| Шукер 13′ · Аджич 47′ · Бичанич[англ.] 83′ \| [13] \| Дирявка 38' · Гусин 57′ · Похлебаев 84' \| Стадион: Максимир Зрителей: 26 070 Судья: Дарко Ямшек (Словения) Помощники судьи: Антун Бетон и Жарко Видали (Словения) \| \| Хорватия: Ладич, Живкович[англ.] (Гашпар[англ.], 46′), Ярни, Павличич, Зоран Вулич (Младенович, 44′), Першон[англ.], Аджич (Челич[англ.], 75′), Мише, Шукер (Шпехар, 82′), Бобан , Бокшич (Бичанич[англ.], 59′) \| \| \| \| \| |           |                                         | |
| 25 июня 1993 товарищеский матч | Хорватия | 3:1 (1:0) | Украина                                 | Загреб, Хорватия |
| | Шукер 13′ · Аджич 47′ · Бичанич 83′ | [ 13 ]    | Дирявка 38' · Гусин 57′ · Похлебаев 84' | Стадион: Максимир Зрителей: 26 070 Судья: Дарко Ямшек (Словения) Помощники судьи: Антун Бетон и Жарко Видали (Словения) |
| Хорватия: Ладич, Живкович (Гашпар, 46′), Ярни, Павличич, Зоран Вулич (Младенович, 44′), Першон, Аджич (Челич, 75′), Мише, Шукер (Шпехар, 82′), Бобан , Бокшич (Бичанич, 59′) | |           |                                         | |

### 1994
| 23 марта 1994 товарищеский матч | Испания | 0:2 (0:1) | Хорватия                                               | Валенсия, Испания                                                                                                   |
| |         | [ 14 ]    | Просинечки 6′ · Шукер 51′ 72' · Еркан 58' · Морнар 75' | Стадион: Луис Касанова Зрителей: 40 000 Судья: Жиль Вессьер (Франция) Помощники судьи: Жан-Ив Та и Жак Бо (Франция) |
| Хорватия: Ладич, Штимац (Павличич, 80′), Ярни, Андрияшевич (Влаович, 89′), Еркан 58', Билич, Янкович (Морнар 75', 46′) (Мише, 80′), Просинечки, Бокшич, Асанович, Шукер 72' |         |           |                                                        | |

| 20 апреля 1994 товарищеский матч | Словакия                                                     | 4:1 (1:0) | Хорватия                            | Братислава, Словакия |
| | Дубовский 17′ (пен.), 60′ (пен.) · Киндер 68′ · Моравчик 84′ | [ 15 ]    | Топлак 14' · Мише 34' · Попович 65′ | Стадион: Тегельне поле Зрителей: 6511 Судья: Шандор Пуль (Венгрия) Помощники судьи: Имре Бозоки и Миклош Фекете (Венгрия) |
| Хорватия: Ладич , Топлак, Вукич (Рапаич, 46′), Брайкович, Павличевич, Иштванич (Сольдо, 46′), Младенович, Мише, Кознику (Попович, 46′), Рачуница (Мумлек, 46′), Цвитанович |                                                              |           |                                     | |

| 18 мая 1994 товарищеский матч | Венгрия                                     | 2:2 (0:0) | Хорватия                        | Дьёр, Венгрия |
| | Керестури 51′ 73′ · Ковач 40' · Хальмаи 53' | [ 16 ]    | Младенович 52′, 62′ · Еркан 20' | Стадион: ФК Раба ЭТО Зрителей: 5000 Судья: Лубомир Пучек (Чехия) Помощники судьи: Отакар Драштик и Богуслав Легиерский (Чехия) |
| Хорватия: Ладич, Штимац (Павличич, 46′), Ярни , Андрияшевич (Сольдо, 76′), Еркан 20', Билич, Янкович, Просинечки (Младенович, 46′), Бокшич, Асанович, Цвитанович (Туркович, 46′) |                                             |           |                                 | |

| 4 июня 1994 товарищеский матч | Хорватия | 0:0 (0:0) | Аргентина                                 | Загреб, Хорватия |
| |          | [ 17 ]    | Батистута 20' · Руджери 88' · Касерес 89' | Стадион: Максимир Зрителей: 40 000 Судья: Герд Грабер (Австрия) Помощники судьи: Ойген Беройтер и Франц Пикнер (Австрия) |
| Хорватия: Ладич, Туркович, Ярни, Штимац, Еркан, Билич, Асанович (Андрияшевич, 46′), Просинечки (Младенович, 83′), Шукер (Цвитанович, 75′), Бобан , Юрчевич (Морнар, 46′) |          |           |                                           | |

| 17 августа 1994 товарищеский матч | Израиль | 0:4 (0:2) | Хорватия                                     | Рамат-Ган, Израиль |
| |         | [ 18 ]    | Цвитанович 3′ 34′ · Юрчевич 53′ · Мумлек 89′ | Стадион: Рамат-Ган Зрителей: 5000 Судья: Дауд Сухиль (Израиль) Помощники судьи: Эрец Цательман и Гидеон Цхур (Израиль) |
| Хорватия: Ладич, Туркович, Ярни, Брайкович, Сольдо, Павличич (Топлак, 85′), Младенович (Халилович, 46′), Асанович (Андрияшевич, 65′), Юрчевич (Мумлек, 73′), Бобан , Цвитанович |         |           |                                              | |

| 4 сентября 1994 ОЧЕ 1996                                                                                                 | Эстония    | 0:2 (0:1) | Хорватия                   | Таллин, Эстония |
| | Алонен 37' | [ 19 ]    | Шукер 45′ 69′ · Штимац 69' | Стадион: Кадриорг Зрителей: 2000 Судья: Вацлав Крондл (Чехия) Помощники судьи: Йосеф Звонич и Отакар Драштик (Чехия) Резервный судья: Карел Богунек (Чехия) |
| Хорватия: Ладич, Туркович, Ярни, Штимац 69', Еркан, Билич, Асанович (Цвитанович, 46′), Просинечки, Шукер, Бобан , Бокшич |            |           |                            | |

| 9 октября 1994 ОЧЕ 1996 | Хорватия                                                   | 2:0 (1:0) | Литва                                | Загреб, Хорватия |
| | Еркан 12' 56′ · Юрчевич 20' · Младенович 32' · Кознику 80′ | [ 20 ]    | Жута 3' · Стауче 42' · Сукристов 55' | Стадион: Максимир Зрителей: 15 000 Судья: Альфред Визер (Австрия) Помощники судьи: Манфред Цайсцер и Вольфганг Гейденрейх (Австрия) Резервный судья: Роберт Зедлацек (Австрия) |
| Хорватия: Ладич, Младенович 32', Ярни, Штимац (Брайкович, 90′), Еркан 12', Билич, Юрчевич 20' (Кознику, 78′), Асанович, Шукер, Бобан , Бокшич |                                                            |           |                                      | |

| 16 ноября 1994 ОЧЕ 1996 | Италия                        | 1:2 (0:1) | Хорватия                                          | Палермо, Италия |
| | Костакурта 67' · Д. Баджо 89′ | [ 21 ]    | Ярни 1' · Шукер 32′, 57′ · Бобан 66' · Штимац 81' | Стадион: Ренцо Барбера Зрителей: 40 000 Судья: Жоэль Кинью (Франция) Помощники судьи: Шарль Моннье (Франция) Резервный судья: Марк Батта (Франция) |
| Хорватия: Ладич, Брайкович, Ярни 1', Штимац 81', Еркан, Билич, Асанович, Просинечки (Младенович, 57′), Шукер, Бобан 66', Юрчевич (Кознику, 89′) |                               |           |                                                   | |

### 1995
| 25 марта 1995 ОЧЕ 1996 | Хорватия                                                                     | 4:0 (2:0) | Украина                       | Загреб, Хорватия |
| | Бобан 13′ · Шукер 20′, 80′ · Еркан 51' · Юрчевич 65' · Просинечки 71′ (пен.) | [ 22 ]    | Телесненко 40' · Тяпушкин 70' | Стадион: Максимир Зрителей: 25 000 Судья: Ханс-Юрген Вебер (Германия) Помощники судьи: Клаус Плеттенберг и Ганс Вольф (Германия) Резервный судья: Юрген Ауст (Германия) |
| Хорватия: Ладич, Юрчевич 65' (Влаович, 80′), Ярни, Павличич, Еркан 51', Билич, Асанович, Просинечки, Шукер, Бобан , Бокшич (Туркович, 74′) |                                                                              |           |                               | |

| 29 марта 1995 ОЧЕ 1996 | Литва     | 0:0 (0:0) | Хорватия                                     | Вильнюс, Литва |
| | Шуйка 31' | [ 23 ]    | Просинечки 12' · Павличич 27' · Асанович 45' | Стадион: Жальгирис Зрителей: 10 000 Судья: Кейт Бёрдж (Уэльс) Помощники судьи: Джон Мартин Ричард Эванс и Колин Джонс (Уэльс) Резервный судья: Брайан Лоулор (Уэльс) |
| Хорватия: Ладич, Брайкович, Ярни, Штимац, Павличич 27' (Младенович, 46′), Билич, Асанович 45', Просинечки 12', Шукер , Сольдо, Бокшич |           |           |                                              | |

| 26 апреля 1995 ОЧЕ 1996 | Хорватия                                                    | 2:0 (1:0) | Словения                | Загреб, Хорватия |
| | Ладич 11' · Просинечки 15′ 80' · Штимац 19' · Шукер 66' 85′ | [ 24 ]    | Энгларо 13' · Жидан 79' | Стадион: Максимир Зрителей: 20 000 Судья: Огуз Сарван (Турция) Помощники судьи: Акиф Угурдур и Мюнир Такпак (Турция) |
| Хорватия: Ладич 11', Юрчевич (Габрич, 11′), Ярни, Штимац 19', Еркан, Билич, Асанович, Просинечки 80', Шукер 66' (Павличич, 88′), Бобан , Бокшич |                                                             |           |                         | |

| 11 июня 1995 ОЧЕ 1996 | Украина                                       | 1:0 (1:0) | Хорватия                  | Киев, Украина |
| | Калитвинцев 13′ · Похлебаев 45' · Горилый 74' | [ 25 ]    | Павличич 18' · Габрич 28' | Стадион: Республиканский стадион Зрителей: 5000 Судья: Курт Рётлисбергер (Швейцария) Помощники судьи: Марк Моранди и Мауро Бьянки (Швейцария) Резервный судья: Андреас Шлюхтер (Швейцария) |
| Хорватия: Габрич 28', Павличич 18' (Мрмич, 29′), Ярни, Сольдо, Еркан, Билич, Асанович (Пралия, 49′), Младенович, Шукер, Бобан (Буторович, 39′), Бокшич |                                               |           |                           | |

| 3 сентября 1995 ОЧЕ 1996 | Хорватия                                                                           | 7:1 (4:1) | Эстония                              | Загреб, Хорватия |
| | Младенович 3′ · Шукер 19′ 58′ 88′ · Бокшич 29′ · Бобан 41′ · Штимац 80′ · Ярни 81' | [ 26 ]    | Рейм 16′ · Кристал 18' · Олуметс 65' | Стадион: Максимир Зрителей: 20 000 Судья: Арон Хузу (Румыния) Помощники судьи: Дан Олоджану и Патрициу Абрудан (Румыния) Резервный судья: Константин Георге Н. (Румыния) |
| Хорватия: Ладич (Мрмич, 29′), Младенович, Ярни 81', Штимац (Туркович, 62′), Еркан, Билич (Пралия, 72′), Станич, Просинечки, Шукер, Бобан , Бокшич |                                                                                    |           |                                      | |

| 8 октября 1995 ОЧЕ 1996 | Хорватия                                                                             | 1:1 (0:1) | Италия                                                | Сплит, Хорватия |
| | Юрчевич 3' · Асанович 16' · Штимац 19' · Шукер 48′ (пен.) · Павличич 66' · Бобан 73' | [ 27 ]    | Буччи 9' · Альбертини 29′ · Мальдини 37' · Тольдо 47' | Стадион: Полюд Зрителей: 35 000 Судья: Яп Эйленберг (Нидерланды) Помощники судьи: Беренд Таленс и Роналд Клуг (Нидерланды) |
| Хорватия: Ладич, Юрчевич 3' (Кознику, 46′), Младенович 19', Штимац, Еркан, Павличич 66', Асанович 16', Станич, Шукер, Бобан 73', Бокшич |                                                                                      |           |                                                       | |

| 15 ноября 1995 ОЧЕ 1996 | Словения                             | 1:2 (1:1) | Хорватия                                    | Любляна, Словения |
| | Глиха 35′ · Удович 50' · Энгларо 65' | [ 28 ]    | Шукер 40′ (пен.) · Юрчевич 54′ · Пралия 63' | Стадион: Бежиград Зрителей: 8000 Судья: Гай Гёталс (Бельгия) Помощники судьи: Леопольд Дриссен и Марк ван ден Брук (Бельгия) |
| Хорватия: Ладич, Юрчевич, Ярни, Сольдо, Еркан, Билич, Пралия 60' (Младенович, 62′), Просинечки, Шукер , Станич 54', Морнар |                                      |           |                                             | |

### 1996
| 28 февраля 1996 товарищеский матч | Хорватия                                                 | 2:1 (1:1) | Польша                            | Риека, Хорватия |
| | Бобан 7' · Брайкович 23′ · Асанович 45' · Цвитанович 89′ | [ 29 ]    | Балушиньский 10' 18′ · Вожняк 67' | Стадион: Кантрида Зрителей: 10 000 Судья: Милан Митрович (Словения) Помощники судьи: Йосип Якопичек и Дарко Хорват (Словения) |
| Хорватия: Ладич (Габрич, 46′), Брайкович, Ярни (Пралия, 59′), Штефуль, Еркан (Павличич, 46′), Сольдо, Асанович 45' (Рукавина, 81′), Просинечки, Станич (Цвитанович, 61′), Бобан 7', Юрчевич (Влаович, 46′) |                                                          |           |                                   | |

| 13 марта 1996 товарищеский матч | Хорватия                          | 3:0 (2:0) | Корея | Загреб, Хорватия |
| | Влаович 24′ 43′ 63′ · Юрчевич 18' | [ 30 ]    |       | Стадион: Краньчевичева Зрителей: 3000 Судья: Сашо Лазаревский (Македония) Помощники судьи: Миле Стойчевски и Никола Богоевски (Македония) |
| Хорватия: Ладич (Габрич, 88′), Юрчевич 18' (Морнар, 78′), Ярни, Штимац (Шимич, 72′), Еркан (Пралия, 64′), Билич, Станич (Цвитанович, 79′), Сольдо, Шукер , Асанович, Влаович (Рапаич, 81′) |                                   |           |       | |

| 29 марта 1996 товарищеский матч | Хорватия                                             | 2:0 (0:0) | Израиль | Вараждин, Хорватия |
| | Рапаич 30' · Павличич 52' · Штимац 74′ · Влаович 76′ | [ 31 ]    |         | Стадион: Стадион Вартекса Зрителей: 6000 Судья: Венцель Тот (Венгрия) Помощники судьи: Андраш Храбовски и Шандор Силадьи (Венгрия) |
| Хорватия: Габрич (Павлович, 46′), Брайкович (Павличич 52', 46′), Юрчевич (Морнар, 75′), Штимац (Шимич, 77′), Сольдо, Билич, Асанович, Просинечки (Пралия, 63′), Влаович, Рапаич 29' (Балайич, 46′), Шпехар (Цвитанович, 46′) |                                                      |           |         | |

| 10 апреля 1996 товарищеский матч | Хорватия                                          | 4:1 (2:1) | Венгрия  | Осиек, Хорватия |
| | Брайкович 6′ · Шукер 23′ · Памич 65′ · Станич 75′ | [ 32 ]    | Надь 39′ | Стадион: Градски врт Зрителей: 15 000 Судья: Богдан Бенедик (Словакия) Помощники судьи: Ян Фашунг и Игор Шрамка (Словакия) |
| Хорватия: Мрмич, Брайкович, Павличич, Балайич, Еркан, Билич (Бичанич, 46′), Станич, Морнар, Шукер , Памич (Штефуль, 76′), Цвитанович (Вугринец, 71′) |                                                   |           |          | |

| 24 апреля 1996 товарищеский матч | Англия                  | 0:0 (0:0) | Хорватия                    | Лондон, Англия |
| | Шерингем 45' · Пирс 59' | [ 33 ]    | Павличич 28' · Асанович 43' | Стадион: Уэмбли Зрителей: 33 650 Судья: Збигнев Пшесмыцкий (Польша) Помощники судьи: Збигнев Урбанчик и Славомир Жиевский (Польша) |
| Хорватия: Мрмич, Павличич 28' (Младенович, 76′), Ярни, Асанович 43', Еркан, Билич, Просинечки, Бокшич (Памич, 71′), Шукер, Бобан (Станич, 46′), Штимац (Сольдо, 58′) |                         |           |                             | |

| 2 июня 1996 товарищеский матч | Ирландия                             | 2:2 (1:2) | Хорватия              | Дублин, Ирландия                                                                                             |
| | О’Нил 24′ · О’Брайен 70' · Куинн 90′ | [ 34 ]    | Шукер 14′ · Бобан 45′ | Стадион: Лэнсдаун Роуд Зрителей: 30 000 Судья: Филипп Ледюк (Франция) Помощники судьи: Реми Кремер (Франция) |
| Хорватия: Мрмич (Ладич, 46′), Станич (Сольдо, 78′), Ярни, Штимац, Еркан, Билич, Асанович, Бокшич, Шукер, Бобан , Влаович (Юрчевич, 71′) |                                      |           |                       | |

| 11 июня 1996 ЧЕ 1996 | Турция     | 0:1 (0:0) | Хорватия                                            | Ноттингем, Англия |
| | Кафкас 31' | [ 35 ]    | Асанович 40' · Бобан 55' · Влаович 86′ · Сольдо 90' | Стадион: Сити Граунд Зрителей: 22 460 Судья: Серж Мументхалер (Швейцария) Помощники судьи: Эрнст Фельдер и Мартин Фрайбургхаус (Швейцария) Резервный судья: Урс Майер (Швейцария) |
| Хорватия: Ладич, Билич, Штимац, Еркан, Ярни, Станич, Просинечки, Бобан 54' (Сольдо 89', 57′), Асанович 40', Бокшич (Влаович, 73′), Шукер (Павличич, 90′) |            |           |                                                     | |

| 16 июня 1996 ЧЕ 1996 | Хорватия                                                                      | 3:0 (0:0) | Дания | Шеффилд, Англия |
| | Станич 20' · Просинечки 23' · Влаович 39' · Шукер 53′ (пен.), 89′ · Бобан 84′ | [ 36 ]    |       | Стадион: Хиллсборо Зрителей: 33 671 Судья: Марк Батта (Франция) Помощники судьи: Пьер Уфрази и Жак Ма (Франция) Резервный судья: Ален Сар (Франция) |
| Хорватия: Ладич, Билич, Штимац, Еркан, Ярни, Станич 20', Просинечки 23' (Младенович, 87′), Бобан (Сольдо, 84′), Асанович, Влаович 39' (Юрчевич, 82′), Шукер |                                                                               |           |       | |

| 19 июня 1996 ЧЕ 1996 | Хорватия                            | 0:3 (0:2) | Португалия                         | Ноттингем, Англия |
| | Ярни 30' · Павличич 36' · Памич 10' | [ 37 ]    | Фигу 4′ · Пинту 33′ · Домингуш 82′ | Стадион: Сити Граунд Зрителей: 20 484 Судья: Бернд Хайнеман (Германия) Помощники судьи: Ганс Вольф и Харальд Сатер (Германия) Резервный судья: Хартмут Штрампе (Германия) |
| Хорватия: Мрмич, Юрчевич 36', Билич, Павличич, Ярни 30', Шимич, Просинечки (Асанович, 46′), Сольдо, Младенович (Бобан, 46′), Памич 10' (Шукер, 46′), Влаович |                                     |           |                                    | |

| 23 июня 1996 ЧЕ 1996 | Хорватия                   | 1:2 (1:1) | Германия                               | Манчестер, Англия, |
| | Штимац 17' 56' · Шукер 51′ | [ 38 ]    | Заммер 5' 59′ · Клинсман 7' 20′ (пен.) | Стадион: Олд Траффорд Зрителей: 43 412 Судья: Лейф Сунделль (Швеция) Помощники судьи: Кеннет Петерссон и Микаэль Ханссон (Швеция) Резервный судья: Карл-Эрик Нильссон (Швеция) |
| Хорватия: Ладич, Юрчевич (Младенович, 78′), Билич, Штимац 19' 57', Еркан, Ярни, Станич, Бобан , Асанович, Влаович, Шукер |                            |           |                                        | |

| 8 октября 1996 ОЧМ 1998 | Босния и Герцеговина                                                  | 1:4 (1:2) | Хорватия                                                           | Болонья, Италия |
| | Конич 3' · Геца 9' · Салихамиджич 23′ · Телигович 27' · Халилович 68' | [ 39 ]    | Билич 12′ · Юрчевич 16' · Влаович 31′ · Ярни 49' · Бокшич 63′, 85′ | Стадион: Ренато Даль-Ара Зрителей: 2000 Судья: Атанас Узунов (Болгария) Помощники судьи: Иван Леков и Йордан Йорданов (Болгария) |
| Хорватия: Ладич, Юрчевич 16' (Шимич, 43′), Ярни 49', Сольдо, Еркан, Билич (Мамич, 90′), Асанович, Бокшич, Шукер, Бобан , Влаович (Цвитанович, 87′) |                                                                       |           |                                                                    | |

| 10 ноября 1996 ОЧМ 1998 | Хорватия                                           | 1:1 (1:1) | Греция                                                                                       | Загреб, Хорватия |
| | Станич 25' · Шукер 27' 45′ · Билич 80' · Бобан 83' | [ 40 ]    | Николаидис 9′ · Константинидис 21' · Дабизас 50' · Донис 58' · Апостолакис 65' · Касапис 72' | Стадион: Максимир Зрителей: 30 000 Судья: Марио ван дер Энде (Нидерланды) Помощники судьи: Герард Хюндерс и Энин Тиллен (Нидерланды) |
| Хорватия: Ладич, Станич 25', Ярни, Штимац (Сольдо, 53′), Еркан, Билич 80', Просинечки (Влаович, 74′), Бобан 82', Шукер 26', Асанович, Бокшич |                                                    |           |                                                                                              | |

| 11 декабря 1996 КХ 1996 | Марокко                                           | 2:2 (1:2) (6:7 пен.)                                                                  | Хорватия                                                     | Касабланка, Марокко |
| | Бассир 21′ · Буйбуд 40' · Аззузи 63' · Бахджа 72′ | [ 41 ]                                                                                | Влаович 15′, 16′ · Еркан 35' · Асанович 40' · Просинечки 70' | Стадион: Мохамед V Зрителей: 80 000 Судья: Абдельхамид Редуан (Египет) Помощники судьи: Саид Белькола и Абделазиз Дахби (Морокко) |
| | Пенальти                                          |                                                                                       |                                                              | |
| Халиф · Рагиб · Уакили · Эль-Халеж · Бахджа · Найбет · Хаджи · Аззузи · Росси · Эль-Брази                                                                                                |                                                   | Шпехар · Памич · Mamić · Сольдо · Ладич · Ковач · Юрчевич · Павличич · Еркан · Шпехар |                                                              | |
| Хорватия: Ладич, Юрчевич, Ярни (Мамич, 65′), Штимац (Ковач, 46′), Еркан 35', Сольдо, Шимич (Павличич, 53′), Просинечки 70', Цвитанович (Памич, 74′), Асанович 40', Влаович (Шпехар, 81′) |                                                   |                                                                                       |                                                              | |

| 12 декабря 1996 КХ 1996 | Хорватия                                 | 1:1 (1:1) (4:1 пен.)   | Чехия                     | Касабланка, Марокко |
| | Пралия 29′ · Штимац 43' · Просинечки 71' | [ 42 ]                 | Друлак 4′ · Кубик 56' 77' | Стадион: Мохамед V Зрителей: 20 000 Судья: Саид Белькола (Морокко) Помощники судьи: Абделазиз Дахби и Дрисс Рихани (Морокко) |
| | Пенальти                                 |                        |                           | |
| Просинечки · Асанович · Ярни · Влаович |                                          | Друлак · Чижек · Бейбл |                           | |
| Хорватия: Ладич, Ковач, Ярни, Штимац 45' (Павличич, 76′), Еркан , Пралия (Шпехар, 83′), Асанович, Просинечки 85', Цвитанович, Сольдо, Влаович |                                          |                        |                           | |

### 1997
| 29 марта 1997 ОЧМ 1998 | Хорватия                   | 1:1 (1:0) | Дания                                                  | Сплит, Хорватия |
| | Сольдо 35' · Шукер 48' 50′ | [ 43 ]    | Франдсен 32' · Хельвег 45' · Лаудруп 83′ · Шёнберг 90' | Стадион: Полюд Зрителей: 35 000 Судья: Пьеро Чеккарини (Италия) Помощники судьи: Мауро Фиори и Донато Николетти (Италия) |
| Хорватия: Ладич, Ковач, Ярни, Сольдо 34', Еркан, Билич, Асанович (Пралия, 84′), Просинечки, Шукер 48', Бобан , Бокшич (Влаович, 75′) |                            |           |                                                        | |

| 2 апреля 1997 ОЧМ 1998 | Хорватия                                                   | 3:3 (2:1) | Словения                                                    | Сплит, Хорватия |
| | Просинечки 33′ · Шимич 35' · Бобан 43′ 60′ · Шукер 48' 50′ | [ 44 ]    | Гайсер 19' · Сребрнич 30' · Захович 35' · Глиха 44′ 65′ 67′ | Стадион: Полюд Зрителей: 20 000 Судья: Пол Деркин (Англия) Помощники судьи: Дэвид Марк Хорлик и Уильям Майкл Джордан (Англия) |
| Хорватия: Габрич (Мрмич, 46′), Шимич 35', Юрич, Цвитанович, Еркан, Билич, Асанович, Просинечки, Влаович (Пралия, 74′), Бобан , Бокшич |                                                            |           |                                                             | |

| 30 апреля 1997 ОЧМ 1998 | Греция      | 0:1 (0:0) | Хорватия                          | Салоники, Греция |
| | Касапис 32' | [ 45 ]    | Сольдо 17' · Юрич 41' · Шукер 74′ | Стадион: Кафтанзоглио Зрителей: 35 000 Судья: Антонио Лопес Ньето (Испания) Помощники судьи: Викториано Хиральдес Карраско и Карлос Мартин Ньето (Испания) |
| Хорватия: Ладич, Шимич, Ярни, Сольдо 16' (Марич, 53′), Юрич 41', Билич, Асанович, Просинечки (Влаович, 72′), Шукер, Бобан , Бокшич (Цвитанович, 67′) |             |           |                                   | |

| 8 июня 1997 КК 1997 | Япония                                                                          | 4:3 (1:0) | Хорватия                                                            | Токио, Япония |
| | Хирано 34′ · Миура 49′, 53′ · Нанами 59' · Хонда 64' · Акита 85' · Морисима 89′ | [ 46 ]    | Павличич 30' · Юрчич 76' · Асанович 77′, 86′ (пен.) · Влаович 90+3′ | Стадион: Кокурицу-Кёгидзё Зрителей: 50 164 Судья: Тхэ Ён Ким (Южная Корея) Помощники судьи: Хи Ук Ким и Дж.К. Пак (Южная Корея) |
| Хорватия: Ладич, Шимич, Буторович, Павличич 30' (Эргович, 46′), Еркан, Пралия (Юрчич 76', 59′), Цвитанович, Балайич, Влаович, Асанович , Просинечки (Эрцег, 74′) |                                                                                 |           |                                                                     | |

| 12 июня 1997 КК 1997 | Турция                   | 1:1 (0:1) | Хорватия                                | Сендай, Япония |
| | Инджефе 26' · Саглам 71′ | [ 47 ]    | Эрцег 21′ · Просинечки 72' · Мумлек 75' | Стадион: Сэндай Зрителей: 15 687 Судья: Масаёси Окада (Япония) Помощники судьи: Ёсикадзу Хиросима и Нобору Исияма (Япония) |
| Хорватия: Ладич, Шимич, Буторович, Мамич (Павличич, 78′), Еркан, Пралия (Мумлек 75', 67′), Юрчич, Просинечки 72', Цвитанович, Эрцег (Милинович, 85′), Влаович |                          |           |                                         | |

| 6 сентября 1997 ОЧМ 1998 | Хорватия                                      | 3:2 (2:1) | Босния и Герцеговина                                                | Загреб, Хорватия |
| | Билич 27′ · Марич 41′ · Юрчич 76' · Бобан 80′ | [ 48 ]    | Ладич 17′ (авт.) · Салихамиджич 55′ · Халилович 58' · Беширевич 77' | Стадион: Максимир Зрителей: 30 000 Судья: Хью Даллас (Шотландия) Помощники судьи: Роберт Орр и Джон Макэлхинни (Шотландия) |
| Хорватия: Ладич, Шимич, Ярни, Штимац, Юрич, Билич, Марич (Эрцег, 73′), Бокшич (Асанович, 46′), Шукер, Бобан , Цвитанович (Юрчич 76', 67′) |                                               |           |                                                                     | |

| 10 сентября 1997 ОЧМ 1998 | Дания                                                                | 3:1 (3:1) | Хорватия                              | Копенгаген, Дания                                                                                                |
| | Б. Лаудруп 15′ 62' · М. Лаудруп 34′ · Мольнар 40′ · Франдсен 45' 73' | [ 49 ]    | Шукер 44′ 54' · Сольдо 65' · Ярни 72' | Стадион: Паркен Зрителей: 41 381 Судья: Шандор Пуль (Венгрия) Помощники судьи: Имре Бозоки и Бела Мезё (Венгрия) |
| Хорватия: Мрмич (Габрич, 10′), Юрич, Ярни 71', Штимац, Сольдо 64', Билич, Асанович, Бокшич, Шукер 54', Бобан , Марич (Эрцег, 69′) |                                                                      |           |                                       | |

| 11 октября 1997 ОЧМ 1998 | Словения                                             | 1:3 (0:2) | Хорватия                                            | Любляна, Словения |
| | Новак 29' · Захович 30' 72′ · Гайсер 43' · Карич 57' | [ 50 ]    | Шукер 11′ · Сольдо 31' 39′ · Бокшич 50′ · Ковач 90' | Стадион: Бежиград Зрителей: 5000 Судья: Арман Ансьон (Бельгия) Помощники судьи: Марк ван ден Брук и Марсель Малаш (Бельгия) |
| Хорватия: Ладич, Юрич, Шимич, Цвитанович, Сольдо 31' (Юрчич, 64′), Билич, Шарич, Просинечки, Шукер (Влаович, 78′), Бобан , Бокшич (Ковач, 87′, 90') |                                                      |           |                                                     | |

| 11 октября 1997 ОЧМ 1998 | Хорватия                                 | 2:0 (1:0) | Украина      | Загреб, Хорватия |
| | Билич 11′ 90' · Станич 30' · Влаович 40′ | [ 51 ]    | Максимов 12' | Стадион: Максимир Зрителей: 20 000 Судья: Ален Сар (Франция) Помощники судьи: Пьер Реноден и Мишель Бурлеваш (Франция) |
| Хорватия: Ладич, Шимич, Ярни, Шарич, Юрич, Билич 90', Просинечки, Станич 31' (Асанович, 59′), Шукер, Бобан (Юрчич, 67′), Влаович (Цвитанович, 83′) |                                          |           |              | |

| 15 ноября 1997 ОЧМ 1998 | Украина     | 1:1 (1:1) (1:3 по сумме двух матчей) | Хорватия                              | Киев, Украина |
| | Шевченко 4′ | [ 52 ]                               | Асанович 7' · Сольдо 12' · Бокшич 27′ | Стадион: Олимпийский (стадион, Киев) Зрителей: 70 000 Судья: Руне Педерсен (Норвегия) Помощники судьи: Эрик Руэстад и Бернард Уэребу (Норвегия) |
| Хорватия: Мрмич, Шимич, Ярни, Асанович (Тудор, 89′), Юрич, Сольдо 12', Шарич (Ковач, 57′), Юрчич, Шукер, Бобан 7', Бокшич (Влаович, 86′) |             |                                      |                                       | |

### 1998
| 22 апреля 1998 товарищеский матч | Хорватия                                           | 4:1 (3:0) | Польша       | Осиек, Хорватия |
| | Бобан 6′ · Станич 21′ 43′ · Бокшич 47′ · Шукер 67' | [ 53 ]    | Ратайчик 67′ | Стадион: Градски врт Зрителей: 20 000 Судья: Венцель Тот (Венгрия) Помощники судьи: Ласло Варга и Иштван Вад (Венгрия) |
| Хорватия: Ладич (Мрмич, 46′), Юрич (Мамич, 46′), Ярни (Крзнар, 46′), Штимац (Шимич, 46′), Билич (Тудор, 75′), Рукавина (Томас, 60′), Асанович (Влаович, 46′), Станич (Марич, 66′), Шукер 67' (Кознику, 83′), Бобан (Юрчич, 63′), Бокшич (Цвитанович, 68′) |                                                    |           |              | |

| 29 мая 1998 товарищеский матч | Хорватия                                                  | 1:2 (1:1) | Словакия                                               | Пула, Хорватия |
| | Просинечки 30' · Влаович 43′ · Асанович 45' · Кознику 81' | [ 54 ]    | Янчула 4′ 45' · Моравчик 31' · Сович 53' · Майорош 58′ | Стадион: Альдо Дросина Зрителей: 7000 Судья: Милан Митрович (Словения) Помощники судьи: Жарко Видали и Зоран Новалич (Словения) |
| Хорватия: Ладич (Василь, 46′), Шимич, Ярни (Шерич, 46′), Штимац, Сольдо (Юрич, 46′), Билич (Тудор, 70′), Просинечки 28' (Кознику 82', 79′), Бобан , Шукер, Асанович 45' (Марич, 63′), Влаович |                                                           |           |                                                        | |

| 3 июня 1998 товарищеский матч | Хорватия                                                       | 2:0 (1:0) | Иран                  | Риека, Хорватия |
| | Просинечки 30′ · Юрчич 61' · Марич 73' · Шукер 77′ · Мрмич 82' | [ 55 ]    | Даеи 28' · Багери 63' | Стадион: Кантрида Зрителей: 10 000 Судья: Фиоренцо Треози (Италия) Помощники судьи: Серджо Дзукколини и Луиджи Медеот (Италия) |
| Хорватия: Ладич (Мрмич 82', 46′), Шимич, Ярни (Шерич, 87′), Штимац (Тудор, 46′), Сольдо, Просинечки (Мамич, 80′), Бобан (Юрчич 61', 46′), Шукер, Асанович (Марич 73', 66′), Влаович, Станич (Юрич, 84′) |                                                                |           |                       | |

| 6 июня 1998 товарищеский матч | Хорватия                                                                                      | 7:0 (3:0) | Австралия               | Загреб, Хорватия |
| | Шукер 14′ (пен.), 37′, 64′ (пен.) · Просинечки 40′ · Бобан 47′, 83′ · Шерич 73' · Кознику 74′ | [ 56 ]    | Калац 14' · Спитери 79' | Стадион: Максимир Зрителей: 12 000 Судья: Герд Грабер (Австрия) Помощники судьи: Ойген Беройтер и Маркус Майр (Австрия) |
| Хорватия: Ладич (Мрмич, 46′), Шимич, Ярни (Шерич 73', 40′), Марич, Сольдо (Юрич, 5′), Штимац (Тудор, 46′), Асанович (Юрчич, 46′), Просинечки (Крпан, 59′), Шукер (Кознику, 63′), Бобан , Станич (Мамич, 46′) |                                                                                               |           |                         | |

| 14 июня 1998 ЧМ 1998, группа H                                                                                         | Ямайка               | 1:3 (1:1) | Хорватия                                                        | Ланс, Франция |
| | Эрл 45′ · Бертон 62' | [ 57 ]    | Сольдо 5' · Станич 27′ · Просинечки 53′ · Шимич 59' · Шукер 69′ | Стадион: Боллар-Делелис Зрителей: 38 100 Судья: Витор Мелу Перейра (Португалия) Помощники судьи: Николае Григореску (Румыния) и Жак Пудевин (Франция) Резервный судья: Бернд Хайнеман (Германия) |
| Хорватия: Ладич, Шимич 59' (Влаович, 73′), Ярни, Штимац, Сольдо 5', Билич, Просинечки, Бобан , Шукер, Асанович, Станич |                      |           |                                                                 | |

| 20 июня 1998 ЧМ 1998, группа H | Япония                                | 0:1 (0:0) | Хорватия                                | Нант, Франция |
| | Нанами 41' · Наканиси 70' · Акита 89' | [ 58 ]    | Просинечки 26' · Шукер 77′ · Станич 83' | Стадион: Божуар Зрителей: 35 500 Судья: Рамеш Рамзан (Тринидад и Тобаго) Помощники судьи: Мерере Гонсалес (Тринидад и Тобаго) и Ахмат Сали (ЮАР) Резервный судья: Гюнтер Бенкё (Австрия) |
| Хорватия: Ладич, Шимич, Ярни, Штимац (Влаович, 46′), Сольдо, Билич, Просинечки 26' (Марич, 66′), Юрчич, Шукер , Асанович, Станич 83' (Тудор, 87′) |                                       |           |                                         | |

| 26 июня 1998 ЧМ 1998, группа H | Аргентина                                       | 1:0 (1:0) | Хорватия                                      | Бордо, Франция |
| | Ортега 23' · Айяла 35' · Пинеда 36′ · Вивас 68' | [ 59 ]    | Билич 20' · Сольдо 43' · Бобан 47' · Ярни 58' | Стадион: Парк Лескюр Зрителей: 31 800 Судья: Саид Белькола (Morocco) Помощники судьи: Аристидис Солдатос (ЮАР) и Мохамед Мансри (Тунис) Резервный судья: Ан-Ян Лим Ки Чон (Маврикий) |
| Хорватия: Ладич, Шимич, Ярни 58', Марич (Влаович, 46′), Сольдо 43', Билич 20', Просинечки (Штимац, 68′), Бобан 47', Шукер, Асанович, Станич |                                                 |           |                                               | |

| 30 июня 1998 ЧМ 1998, 1/8 финала                                                                                              | Румыния                               | 0:1 (0:1) | Хорватия                                   | Бордо, Франция |
| | Попеску 43' · Петреску 70' · Илие 81' | [ 60 ]    | Бобан 27' · Шукер 45+2′ (пен.) · Билич 70' | Стадион: Парк Лескюр Зрителей: 31 800 Судья: Хавьер Кастрильи (Аргентина) Помощники судьи: Клаудио Росси (Аргентина) и Арнальдо Пинто (Бразилия) Резервный судья: Ан-Ян Лим Ки Чон (Маврикий) |
| Хорватия: Ладич, Шимич, Ярни, Штимац, Юрчич, Билич 70', Станич (Тудор, 82′), Асанович, Шукер, Бобан 27', Влаович (Крпан, 77′) |                                       |           |                                            | |

| 4 июля 1998 ЧМ 1998, 1/4 финала                                                                                    | Германия                             | 0:3 (0:1) | Хорватия                                             | Лион, Франция |
| | Хайнрих 18' · Тарнат 37' · Вёрнс 40' | [ 61 ]    | Шимич 13' · Ярни 45+3′ · Влаович 80′ · Шукер 85′ 57' | Стадион: Жерлан (стадион) Зрителей: 39 100 Судья: Руне Педерсен (Норвегия) Помощники судьи: Марк ван ден Брук (Бельгия) и Микаэль Нильссон (Швеция) Резервный судья: Урс Мейер (Швейцария) |
| Хорватия: Ладич, Шимич 13', Ярни, Штимац, Сольдо, Билич, Станич, Бобан , Шукер 57', Асанович, Влаович (Марич, 83′) |                                      |           |                                                      | |

| 8 июля 1998 ЧМ 1998, 1/2 финала | Франция                  | 2:1 (0:0) | Хорватия                                          | Сен-Дени, Франция |
| | Тюрам 47′ 70′ · Блан 76' | [ 62 ]    | Асанович 45' · Шукер 46′ · Станич 75' · Шимич 88' | Стадион: Стад де Франс Зрителей: 76 000 Судья: Хосе Мария Гарсия-Аранда (Испания) Помощники судьи: Фернандо Тресако Грасия (Испания) и Хорхе Аранго (Колумбия) Резервный судья: Эпифанио Гонсалес (Парагвай) |
| Хорватия: Ладич, Шимич 88', Ярни, Штимац, Сольдо, Билич, Асанович 45', Станич 75', Шукер, Бобан (Марич, 65′), Влаович (Просинечки, 89′) |                          |           |                                                   | |

| 11 июля 1998 ЧМ 1998, матч за 3-е место | Нидерланды                         | 1:2 (1:2) | Хорватия                                                                        | Париж, Франция |
| | Зенден 22′ · Давидс 89' · Йонк 89' | [ 63 ]    | Просинечки 14′ · Юрчич 34' · Шукер 36′ · Штимац 52' · Асанович 69' · Станич 74' | Стадион: Парк де Пренс Зрителей: 45 500 Судья: Эпифанио Гонсалес (Парагвай) Помощники судьи: Эммануэль Дзаммит (Мальта) и Ленси Фред (Вануату) Резервный судья: Урс Мейер (Швейцария) |
| Хорватия: Ладич, Юрчич 34', Ярни, Штимац 52', Сольдо, Билич, Асанович 69', Просинечки (Влаович, 78′), Шукер, Бобан (Тудор, 85′), Станич 74' |                                    |           |                                                                                 | |

| 5 сентября 1998 ОЧЕ 2000, группа 8 | Ирландия                                                     | 2:0 (2:0) | Хорватия                                           | Дублин, Ирландия |
| | Ирвин 4′ (пен.) · Рой Кин 15′ · Робби Кин 33' · Кинселла 35' | [ 64 ]    | Тудор 32' · Станич 65' 70' · Юрчич 71' · Памич 73' | Стадион: Лэнсдаун Роуд Зрителей: 34 000 Судья: Витор Мелу Перейра (Португалия) Помощники судьи: Карлуш Мануэл Феррейра Матуш и Жозе Мануэл Силва Кардинал (Португалия) |
| Хорватия: Ладич, Шимич, Ярни, Штимац, Сольдо (Токич, 77′), Асанович, Юрчич 71', Станич 65' 70', Бобан , Марич (Памич 73', 46′), Тудор 32' (Крпан, 62′) |                                                              |           |                                                    | |

| 10 октября 1998 ОЧЕ 2000, группа 8 | Мальта                 | 1:4 (1:0) | Хорватия                                                   | Аттард, Мальта |
| | Суда 29′ · Спитери 90' | [ 65 ]    | Шукер 10' 81′ · Сольдо 28' · Шимич 54′ · Вугринец 68′, 74′ | Стадион: Национальный стадион Зрителей: 2000 Судья: Богдан Бенедик (Словакия) Помощники судьи: Иван Бартош и Мартин Балко (Словакия) Резервный судья: Карол Ирхинг (Словакия) |
| Хорватия: Ладич, Шимич (Токич, 83′), Ярни (Цвитанович, 88′), Тудор, Сольдо 28', Шарич, Асанович, Марич, Шукер 10', Бобан , Вучко (Вугринец, 16′) |                        |           |                                                            | |

| 14 октября 1998 ОЧЕ 2000, группа 8 | Хорватия                                                                                  | 3:2 (2:1) | Македония                                                      | Загреб, Хорватия |
| | Шукер 16′ · Штимац 33' · Асанович 44' · Бобан 45′ 70′ · Тудор 58' · Шарич 76' · Юрчич 82' | [ 66 ]    | Чирич 2′ · Лазаревский 27' · Шаиновский 55′ · Захариевский 68' | Стадион: Максимир Зрителей: 2000 Судья: Левников, Николай Владиславович (Россия) Помощники судьи: Михаил Семёнов и Сергей Фурса (Россия) Резервный судья: Андрей Бутенко (Россия) |
| Хорватия: Ладич, Шимич, Ярни, Штимац 33', Сольдо, Тудор 58', Асанович 44' (Шарич 76', 62′), Станич (Юрчич 82', 81′), Шукер, Бобан , Марич |                                                                                           |           |                                                                | |

### 1999
| 10 февраля 1999 товарищеский матч | Хорватия     | 0:1 (0:1) | Дания                 | Сплит, Хорватия |
| | Асанович 30' | [ 67 ]    | Томсен 22' · Санд 45′ | Стадион: Полюд Зрителей: 7000 Судья: Жиль Вессьер (Франция) Помощники судьи: Филипп Лароз и Ришар Делорм (Франция) |
| Хорватия: Мрмич (Плетикоса, 46′), Станич (Шарич, 46′), Ярни (Цвитанович, 76′), Шимич (Токич, 46′), Штимац, Милинович, Асанович 30' (Рапаич, 46′), Сольдо, Шукер, Бобан , Влаович (Петернац, 46′) |              |           |                       | |

| 10 марта 1999 товарищеский матч | Греция                                               | 3:2 (1:0) | Хорватия                                   | Афины, Греция |
| | Яннакопулос 12′ 55′ · Николаидис 86′ · Загоракис 87' | [ 68 ]    | Бобан 60' · Влаович 68′ · Шукер 80′ (пен.) | Стадион: Spiridon Louis Зрителей: 5000 Судья: Хуан Ансуатеги Рока (Испания) Помощники судьи: Карлос Мартин Ньето и Кармело Мирамон Морено (Испания) |
| Хорватия: Ладич, Шарич, Ярни, Сольдо, Юрич (Цвитанович, 61′), Милинович, Асанович (Агич, 61′), Токич, Шукер, Бобан 60', Петернац (Влаович, 46′) |                                                      |           |                                            | |

| 28 апреля 1999 товарищеский матч | Хорватия    | 0:0 (0:0) | Италия                                      | Загреб, Хорватия |
| | Влаович 41' | [ 69 ]    | Альбертини 29' · Пануччи 35' · Мальдини 48' | Стадион: Максимир Зрителей: 15 000 Судья: Георг Дарденн (Германия) Помощники судьи: Эрих Шнайдер и Йозеф Вебер (Германия) |
| Хорватия: Ладич, Шимич, Юрич, Милинович (Ковач, 46′), Станич (Цвитанович, 69′), Сольдо, Асанович (Юрчич, 73′), Ярни , Влаович 40', Бокшич (Марич, 46′), Рапаич (Тудор, 69′) |             |           |                                             | |

| 5 мая 1999 товарищеский матч                                                                                           | Испания                                         | 3:1 (1:1) | Хорватия  | Севилья, Испания |
| | Энгонга 34′ · Йерро 48′ (пен.) 55' · Гарсия 84′ | [ 70 ]    | Шукер 10′ | Стадион: Олимпийский стадион Зрителей: 55 000 Судья: Пьерлуиджи Коллина (Италия) Помощники судьи: Лука Гальвани и Винченцо Райола (Италия) |
| Хорватия: Ладич, Юрич, Тудор, Шимич, Ярни, Рапаич (Марич, 79′), Юрчич, Бобан , Ковач, Влаович (Цвитанович, 72′), Шукер |                                                 |           |           | |

| 5 июня 1999 ОЧЕ 2000, группа 8 | Македония                                               | 1:1 (0:1) | Хорватия                         | Скопье, Македония |
| | Треневский 3' · Шакири 44' · Бабунски 54' · Божинов 81′ | [ 71 ]    | Шукер 19′ · Шарич 28' · Ярни 85' | Стадион: Городской стадион Зрителей: 10 000 Судья: Хью Даллас (Шотландия) Помощники судьи: Джон Макэлхинни и Роберт Маршалл Ганн (Шотландия) Резервный судья: Джон Роуботэм (Шотландия) |
| Хорватия: Ладич, Шарич 28', Ярни 85', Сольдо, Шимич, Юрич, Асанович (Бишчан, 87′), Бокшич (Рапаич, 19′), Шукер, Бобан , Вугринец (Влаович, 64′) |                                                         |           |                                  | |

| 13 июня 1999 Кубок Кореи 1999 | Хорватия                                           | 2:2 (1:2) | Египет                                                                        | Сеул, Республика Корея |
| | И. Цвитанович 45′ (пен.) · Вугринец 78′ · Буле 88' | [ 72 ]    | Х. Хасан 10′ 35′ · А. Хасан 24' · Сабри 33' · Мохамед Юсеф 44' · И. Хасан 54' | Стадион: Тондэмун Зрителей: 6900 Судья: Bong Ki Ahn (Южная Корея) Помощники судьи: Young Chul Lee и Chang Ku Kang (Южная Корея) |
| Хорватия: Галинович, Враньеш, Томас, Цвитанович (Леко, 65′), Шарич, Агич (Буле 88', 72′), Бишчан, Цвитанович , Шерич, Шимич, Вугринец (Батурина, 88′) |                                                    |           |                                                                               | |

| 16 июня 1999 Кубок Кореи 1999 | Хорватия                                      | 2:1 (1:1) | Мексика                                                | Сеул, Республика Корея |
| | Бишчан 44′ · М. Цвитанович 55' · Й. Шимич 64′ | [ 73 ]    | Эрнандес 26′ · Лара 30' · Гарсия Аспе 40' · Сепеда 82' | Стадион: Тондэмун Зрителей: 4500 Судья: Byung Ho Kang (Южная Корея) Помощники судьи: Young Hyun Chung и Hyun Koo Kim (Южная Корея) |
| Хорватия: Плетикоса, Шерич, Враньеш, Булат (Пилипович, 66′), Томас, Бишчан, Шарич, Цвитанович 55', Вугринец (Леко, 80′), Цвитанович , Шимич (Бубало, 87′) |                                               |           |                                                        | |

| 19 июня 1999 Кубок Кореи 1999 | Корея                                                       | 1:1 (0:0) | Хорватия                                                      | Сеул, Республика Корея |
| | Choi Yoon-yeol 51′ · Noh Jung-yoon 58′ 59' · Хон Мён Бо 67' | [ 74 ]    | Томас 21' 88′ · И. Цвитанович 45' · Бишчан 65' · Й. Шимич 83' | Стадион: Jamsil Зрителей: 80 000 Судья: Таджаддин Фарес (Сирия) Помощники судьи: Хаданфари Хуссейн (Кувейт) и Комалисваран Санкар (Индия) |
| Хорватия: Плетикоса, Шарич, Шерич, Томас 21', Враньеш, Бишчан 65', Миладин (Агич, 61′), Цвитанович 45', Вугринец (Леко, 46′), Цвитанович , Шимич |                                                             |           |                                                               | |

| 18 августа 1999 ОЧЕ 2000, группа 8                                                                                               | Югославия                    | 0:0 (0:0) | Хорватия                       | Белград, Югославия |
| | Миркович 21' · Йоканович 58' | [ 75 ]    | Бобан 3' · Ярни 9' · Юрчич 79' | Стадион: Райко Митич (стадион) Зрителей: 48 282 Судья: Нильсен, Ким Милтон (Дания) Помощники судьи: Хеннинг Кнудсен и Йенс Ларсен (Дания) Резервный судья: Йорн Вест Ларсен (Дания) |
| Хорватия: Ладич, Шимич, Штимац, Ковач, Ярни 9', Сольдо, Юрчич 79', Асанович, Бобан 3' (Бишчан, 79′), Станич (Рапаич, 46′), Шукер |                              |           |                                | |

| 21 августа 1999 ОЧЕ 2000, группа 8 | Хорватия                                          | 2:1 (1:0) | Мальта                                            | Загреб, Хорватия |
| | Бишчан 7' · Станич 34′ · Сольдо 55′ · Влаович 74' | [ 76 ]    | Салиба 5' · Саид 15' · Бринкат 31' · Каработт 60′ | Стадион: Максимир Зрителей: 20 000 Судья: Атанас Узунов (Болгария) Помощники судьи: Иван Леков и Йордан Йорданов (Болгария) Резервный судья: Антон Генов (Болгария) |
| Хорватия: Мрмич, Шимич, Штимац, Сольдо, Станич (Бокшич, 46′), Асанович, Бишчан 7', Бобан (Шарич, 16′), Рапаич, Шимич (Влаович, 46, 74'), Шукер |                                                   |           |                                                   | |

| 4 сентября 1999 ОЧЕ 2000, группа 8                                                                                            | Хорватия               | 1:0 (0:0) | Ирландия                                                | Загреб, Хорватия |
| | Штимац 86' · Шукер 90′ | [ 77 ]    | · Карсли 37' · Стонтон 44' · Маклафлин 51' · Килбэн 66' | Стадион: Максимир Зрителей: 30 000 Судья: Мануэль Диас Вега (Испания) Помощники судьи: Фернандо Тресако Грасия и Рафаэль Герреро Алонсо (Испания) |
| Хорватия: Ладич, Шимич, Ярни, Сольдо, Штимац 86', Билич (Рукавина, 46′), Асанович, Станич (Шимич, 85′), Шукер , Рапаич, Ковач |                        |           |                                                         | |

| 9 октября 1999 ОЧЕ 2000, группа 8 | Хорватия                                                        | 2:2 (1:2) | Югославия                                                   | Загреб, Хорватия |
| | Бокшич 20′ · Сольдо 29' · Станич 37' 47′ · Тудор 48' · Юрич 87' | [ 78 ]    | Миятович 25′ · Станкович 31′ · Йоканович 36' · Миркович 41' | Стадион: Максимир Зрителей: 30 000 Судья: Хосе Мария Гарсия-Аранда (Испания) Помощники судьи: Фернандо Тресако Грасия и Модесто Васкес Риверо (Испания) Резервный судья: Артуро Дауден Ибаньес (Испания) |
| Хорватия: Ладич, Рукавина, Ярни, Сольдо 29', Юрич 87', Тудор 48' (Рапаич, 82′), Асанович, Станич 37', Шукер , Ковач (Бишчан, 61′), Бокшич (Шимич, 76′) |                                                                 |           |                                                             | |

| 13 ноября 1999 товарищеский матч | Франция                            | 3:0 (0:0) | Хорватия                | Сен-Дени, Франция |
| | Пирес 46′ · Морис 67′ · Верель 73′ | [ 79 ]    | Штимац 28' · Сольдо 71' | Стадион: Стад де Франс Зрителей: 74 167 Судья: Михель, Любош (Словакия) Помощники судьи: Любомир Сухи и Владимир Мушак (Словакия) |
| Хорватия: Павлович, Томас, Штимац 32' (Живкович, 62′), Сольдо, Рукавина (Шарич, 77′), Бобан (Ковач, 85′), Ярни, Станич 54', Асанович, Шукер, Бокшич |                                    |           |                         | |